# ذاكر محمدوف (عالم)

## حياته
ولد ذاكر محمدوف في 16 اغسطس 1936 في مدينة أَغْدَامْ لجمهورية آذربيجان [1]. أغدام ناحية لقَارَابَغ. كان ابوه جبار بي منصوباً أسرة بَهَرْلِى. أسرة بهرلى مشهورة بشخصياتها في كل زمان
درس ذاكرمحمدوف في جامعة دولة آذربيجان في قسم العربي لكلية الإستشراق خلال عامي 1957ـ1962. عمل في السد العالي في مصر كمترجم بالعربية بطرف الاتحاد السوفيتي خلال عامي 1962ـ1963. هو مستعرب وحيد الذي اشتغل في سد اسوان العالى من آذربيجان. ثم عمل ذاكر محمدوف من عام 1963 دون عام2003 في معهد الفلسلة لأكاديمية علوم آذربيجان. دافع من رسالة المُرَشَّح باسم العقائد المنتقية لسراج الدين ارموى في عام 1969. ودافع من رسالة الدكتوراة باسم الفكر الفلسفي في عصورXI-XIII لآذربيجان في عام 1990 . كان مدير قسم تاريخ الفلسفة الشرقية والالاهية في معهد التحقيقات الفلسفية والسياسية ـ الحقوقية لاكاديمية أذربيجان الذي اثثه عام 1997 دون متوفه. انتخب ذاكر محمدوف عضو مُرَاسِل في الأكاديمية لآذربيجان في عام 2001. هو مألف أكثرمن ثلثين كتابا، 250 مقالة علمية.
توفي ذاكر محمدوف في الثانى من شهر اذار [مارس] عام 2003 في مدينة باكو لعاصمة جمهورية آذربيجان.
عكس حياة ونشاة ذاكر محمدوف واسعا في كتاب فهارس الكتب لذاكر محمدوف [من سلسلة الشخصيات العلمية والحضارة لاذربيجان] [باكو، 2010، بالأذربيجانية والإنجليزية والروسية]

## نشاته
حصر ذاكر محمدوف نشاطه بتاريخ الفلسفة الشرقية والالآهية. حقق خلال اربعين سنة حيوات ونشاطات الفلاسفة والمتفكرين للشرق الاسلامى. كانت تحقيقاته وحيدة لآذربيجان. حقق كل مصنفاته بالمنابع والمخطوطات والكتب بالعربية والفارسية في القرون الوسطى.
حقق ذاكر محمدوف في كتابه تاريخ فلسفة آذربيجان [باكو، 1994: نشر بتقديم تعليمات لرئيس جمهورية آذربيجان 2006، بالآذربيجانية] حيوات ومألفات الفلاسفة واسعا من أخرى تحقيقاته. هو نتيجة نشاطه خلال اربعين عام. حقق المألف عن فلسفة اخوان السفى، وبهمنيار الاذربيجانى، وشهاب الدين عمر السهروردى، وعين القضاة ميانجى، وشهاب الدين يحيى السهروردى، ونضامى قنجوى، وأفضل الدين الخونجى، وسراج الدين ارموى، ونصير الدين طوسى، عمى الدين نسيمى، ومحمد قارباغى، ومحمد فضولى، ورجب على تبريزى، عباس قلى اغى باكوخانوف، ومرزى فتلى اخندوف.
في نشاط ذاكر محمدوف موقع كبيرلتحقيقات شهاب الدين يحيى السهروردى. عكس حولي ثلاثين عام حياته ونشاطه في أكثر عشرين مقالة وكتبه الفكر الفلسفي في عصورXI-XIII لآذربيجان [باكو، 1978: بالآذربيجانية]، الفلاسفة والمتفكرين الأذربيجانيين في القرون الوسط [باكو، 1986، بالآذربيجانية: 1993، بالروسية]، تاريخ فلسفة آذربيجان [باكو، 1994: نشر بتقديم تعليمات لرئيس جمهورية آذربيجان 2006، بالآذربيجانية]. نشر في كتابه شهاب الدين يحيى السهروردى [باكو، 1991: بالآذربيجانية] بمناسبة 800 عام متوفيه. عكس هنا اسماْء المألفات وأسماء المكاتب المختلفة للعالم التي حفذت مخطوطاته هناك وأسماء التحققات لعلماء العالم باللغات المختلفة. كان كتابه  شهاب الدين يحيى السهروردى [باكو، 2009: بالآذربيجانية] نتيجة تحقيقاته لثلاثين سنة. نشر هذا الكتاب بعد موته. حقق في هذا الكتاب الحياة والنشاط لشهاب الدين يحيى السهروردى واسعا.
كان في نشاط ذاكر محمدوف ترجمات مألفات الفلاسفة المشاهيرين أيضا. ترجم في كتابه الفلسفة الشرقية [العصور IX-XII] [مجموعة المألفات الترجمة] [باكو، 1999: بالآذربيجانية] مألفات الفلاسفة من العربية والفارسية إلى الآذربيجانية

## مألفاته المشهورة
- الفكر الفلسفي في عصورXI-XIII لآذربيجان [باكو، 1978: بالآذربيجانية]
- فلسفة بهمنيار [باكو، 1983: بالآذربيجانية]
- الفلاسفة والمتفكرين الأذربيجانيين في القرون الوسط [باكو، 1986، بالآذربيجانية: 1993، بالروسية]
- سراج الدين ارموى [باكو، 1990: بالآذربيجانية]
- شهاب الدين يحيى السهروردى [معلومات الفهريس القصيرة ] [باكو، 1991 : بالآذربيجانية]
- عين القضاة الميانجى [باكو، 1992: بالاذربيحانية]
- تاريخ فلسفة آذربيجان [باكو، 1994 و 2006، بالآذربيجانية]
- الفلسفة الشرقية [العصور IX-XII] [مجموعة المألفات الترجمة] [باكو، 1999: بالآذربيجانية]
- الافكارالفلسفية لنضامى قنجوى [باكو، 2000: بالآذربيجانية]
- شهاب الدين يحيى السهروردى [باكو 2009: بالآذربيجانية]
- شهاب الدين يحيى السهروردي. عقائد الحكماء

المقدمة والملاحظات: لذاكر محمدوف [ بالعربية ]
دار /العلم للنشر، باكو، 1986